# إميل سان لو
إميل سان لو (بالفرنسية: Emile Saint-Lot أو Emile Saint-Lôt)‏ (و.11 سبتمبر 1904 بورت أو برانس -ت. 17 أغسطس 1976 نيويورك)، هو سياسي، وصحفي، ومحامي من هايتي.
أصبح وزيراً للتعليم والعمل والصحة عام 1947، ثم وزيراً للعمل والعدل عام 1950.
كان أول مندوب لهايتي في الأمم المتحدة، وكان عضوا في مجلس الأمن وكان مسؤولاً عن التصويت على استقلال الدول. وكان تصويته حاسماً في تقرير استقلال الصومال، وإسرائيل، وليبيا. وبالنسبة للأخيرة، فقد أقنعه الدكتور علي نور الدين العنيزي، عضو هيئة تحرير ليبيا، أن يصوت ضد مشروع بيفن سفورزا الرامي إلى جعل مناطق ليبيا الثلاث (طرابلس، وبرقة، وفزان) تحت انتداب ثلاث دول (إيطاليا، والمملكة المتحدة، وفرنسا على التوالي). ولم يتم اعتماد مشروع الخطة بسبب تصويت سان لو ضد المشروع.